# Rossendale and Darwen
La circonscription de Rossendale and Darwen  est une circonscription située dans le Lancashire et représentée à la Chambre des communes du Parlement britannique.